# Воћњак
Воћњак је пољопривредно земљиште засађено воћкама. За разлику од плантажа воћа са ниским садницама, у традиционалним воћњацима расту висока стабла различитих доби и различитих врста. У традиционалним воћњацима се ређе користе хемијски препарати и вештачко ђубриво. Старе сорте воћа су посебно отпорне на разне болести и штеточине, јер су у процесу еволуције развиле одбрамбене механизме. Распрострањеност појединих сорти воћа може бити ограничена на само пар села, или општину, и оне се називају „локалне сорте”. Размак између садница у воћњаку је далеко већи него на плантажама воћа, где су на неким местима стабла удаљена мање од једног метра. У воћњацима се обично држе овце које спречавају да трава превише порасте.
Пре подизања засада, односно пре подизања воћњака, неопходно је направити план будућег добра. Овај план подразумева премеравање површине, одређивање врсте воћа које желимо да гајимо, дефинисање конфигурације и особина терена (микроклиме, врста земље, водопропусности земљишта итд.) на основу чега можемо одредити број воћки потребних за садњу. Овај број наравно зависи и од размака међу воћкама, који није исти за сваку врсту. Док,на пример, размак између боровница може бити од 0,7 до 1.5 метара дотле размак између садница ораха може бити од 6 до 8 метара.
Воћњаци често захтевају и обезбеђивање наводњавања што зависи од специфичности климе и распореда кишних дана и месеци у години. С обзиром на све израженије климатске промене које се последњих деценија крећу у правцу све топлијих и сушнијих сезона, обезбеђивање наводњавања постаје попут адекватног земљишта - услов без кога је немогуће започети посао.
Воћњаци су понекад одлика и великих вртова, који служе естетској, али и производној сврси. Воћна башта је синоним за воћњак, иако је постављен у мањим некомерцијалним размерама и може имати нагласик на бобичастом грмљу пре него на воћкама. Већина воћњака са умереним појасевима постављена је у правилну мрежу, са пасаном или кошеном травом или голом земљом, што олакшава одржавање и сакупљање плодова. Већина воћњака засађена је за једну сорту воћа. Као што се важност увођења биодиверзитета препознаје у шумским плантажама, сматра се једнако корисним да се уведе извесна генетска разноликост у плантаже воћњака, путем прошаравања и другог дрвеће кроз воћњак. Генетска разноликост у воћњаку пружа отпорност на штеточине и болести као у шумама..

## Као наука
Према Војтковском, теоријска основа агрошумарства налази се у екологији, или агроекологији. Агроекологија обухвата различите апликације попут сузбијања ветрова, великих киша, штетних инсеката итд. Из ове перспективе, агрошумарство је једна од три главне науке о кориштењу пољопривредног земљишта. Друга два су пољопривреда и шумарство.

## Предности
Пољопривредно-шумарски системи могу бити повољни у односу на уобичајене одвојене пољопривредне и шумске методе производње. Они могу понудити већу продуктивност, економске користи и више разноликости у еколошким добрима и услугама.

## Биоразноликост
Биоразноликост у пољопривредно-шумарским системима обично је већа него у конвенцијским пољопривредним системима. Две или више биљних врста које међусобно успевају на одређеном подручју стварају сложеније станиште, које може подржати шири спектар фауне.
Агрошумарство је важно за биоразноликост из различитих разлога. Омогућује разноврсније станиште од конвенционалног пољопривредног система. На пример, разноликост тропских шишмиша и птица може се упоредити са разноликошћу у природним шумама. Иако пољопривредно-шумарски системи не пружају толико флорних врста као шуме и не показују исту висину крошања, пружају могућности за храну и гнежђење. Даљњи допринос биолошкој разноликости је да се може сачувати гермплазма осетљивих врста. Како пољопривредне шуме немају природно чиста подручја, станишта су уједначенија. Надаље, пољопривредне шуме могу послужити као ходници између станишта. Агрошумарство може помоћи очувању биолошке разноликости позитивним утицајем на остале потенцијале екосистема.

## Тло и раст биљака
Осиромашена тла могу се заштитити од ерозије биљкама, као што је природни раст травау агрошумарским системима. Покривач тла је пресудан фактор у спречавању ерозије. Чиста вода кроз умањене храњиве састојке и површинско отицање тлом може бити додатна предност агрошумарства. Отицање се може смањити смањењем његове брзине и повећањем инфилтрације у тло. У поређењу с резаним пољима, унос храњивих састојака може бити већи и смањити брзину губитка храњивих материја при отицању.
Даљње предности које се тичу раста биљака:
- Биоремедијација;
- Отпорност на сушу;
- Повећана стабилност усева.

## Изазови
Иако агрошумарски системи могу бити повољни, нису били распрострањени у САД од 2013. године. Као што сугерише истраживање у оквиру програма проширења у Сједињеним Америчким Државама, препреке за усвајање агрошумарства укључују:
- Недостатак развијених тржишта
- Непознавање технологија
- Недостатак свести
- Конкуренција између дрвећа, усева и животиња
- Недостатак финансијске помоћи
- Недостатак очитог профитног потенцијала
- Недостатак демонстрацијских локација
- Трошкови додатног управљања
- Недостатак обуке или стручности
- Недостатак знања о томе гдје се пласирају производи
- Недостатак техничке помоћи
- Трошкови усвајања/покретања, укључујући трошкове потребног времена
- Непознавање алтернативних маркетиншких приступа (нпр. веб-страница)
- Недоступност података о агрошумарству
- Очигледна непријатност
- Недостатак инфраструктуре (нпр. зграде, опрема)
- Недостатак опреме
- Недовољно земљишта
- Недостатак извора семена/садница
- Недостатак научних истраживања

Предложена су нека решења за ове препреке.

## Воћњаци по региону
Најопсежнији воћњаци у Сједињеним Државама су засади јабука и поморанџе, мада се воћњаци цитруса чешће називају гајевима. Најопсежније подручје воћњака јабука налази се у источном делу државе Вашингтон, са мањим, али значајним подручјем воћњака јабука у већини горње државе Њујорк. Опсежни воћњаци наранџе налазе се на Флориди и у јужној Калифорнији, где су познатији као „гајеви“. У источној Северној Америци многи воћњаци су уз обале језера Мицхиган (попут регије Фрут Риџ), језера Ири и језера Онтарио.
У Канади су засади јабука и другог воћа распрострањени на полуострву Нијагара, јужно од језера Онтарио. Овај регион је познат као канадски воћни појас, који поред великог комерцијалног маркетинга воћа, подстиче и активности „берите сами“ у сезони бербе.
Мурсија је водеће подручје воћњака (или la huerta) у Европи, са усевима цитруса. Нови Зеланд, Кина, Аргентина и Чиле такође имају обимне засаде јабука.
Тенбaри Велс у Вустерширу се од 19. века назива Градом у воћњаку, јер је био окружен обимним воћњацима. Данас се ово наслеђе прославља годишњим Еплфестом.

### Централна Европа
(мн. ) је немачка реч која значи ливада са раштрканим воћкама или воћкама које су засађене у пољу. Streuobstwiese, или ливадски воћњак, је традиционални пејзаж у умереној, поморској клими континенталне западне Европе. У 19. и почетком 20. века Streuobstwiesen су били нека врста воћњака у сеоским заједницама који су били намењени плодном узгоју коштунавог воћа. Последњих година еколози су успешно лобирали за државне субвенције вредним стаништима, биодиверзитету и природним пределима, који се такође користе за очување старих ливадских засада. Конвенционални и ливадски воћњаци пружају погодно станиште многим животињским врстама које живе у култивисаном пејзажу. Значајан пример је пупавци који се гнезде у дупљама старих воћки и, у одсуству алтернативних места за гнежђење, у многим деловима Европе је угрожен због уништавања старих воћњака.
- Воћњак у разним регионима
- Воћњак лимуна у Горњој Галилеји у Израелу.
- Заједнички воћњак јабука првобитно засађен за продуктивну употребу током 1920-их у Вестклифу на мору (Есекс, Енглеска)
- Воћњачка ливада, воћњак сеоске заједнице, традиционално за продуктивну употребу. Данас подржан због квалитета станишта и биодиверзитета
- Воћњаци јабука у Азвелу у држави Вашингтон, окружују заједницу берачких колиба
- Воћњак вишње на обали језера Ири (Лимингтон, Онтарио)
- Стари воћњак јабука у Отави, Канада